# Цианат натрия
Цианат натрия (натрий циановоки́слый) — неорганическое бинарное соединение, натриевая соль циановой кислоты с формулой NaNCO. Нелетуч, не имеет запаха. Представляет собой бесцветные кристаллы тригональной сингонии плотностью 1,893 г/см3. Температура плавления цианата натрия 550 °C, выше 700 °C разлагается. Хорошо растворим в воде — 11,6 г/100г при 25 °C.
Цианат натрия часто применяется в органическом синтезе.

## Получение
Цианат натрия можно синтезировать несколькими способами, один из них заключается в сплавлении карбамида с карбонатом натрия. Этот метод наиболее простой и дешёвый.
При 140 °C мочевина разлагается на циановую кислоту и аммиак:
Далее циановая кислота реагирует с оставшейся частью мочевины, образуя биурет:
При сплавлении мочевины с карбонатом натрия Na2CO3 образуется цианат натрия NaNCO, углекислый газ CO2, аммиак NH3 и вода H2O:
Поскольку цианат натрия гидролизуется в присутствии H2O, которая образуется в ходе реакции, то следует добавить избыточное количество мочевины, при этом циановая кислота, которая образуется в ходе разложения мочевины, реагирует с водой, образуя CO2 и NH3.
Поэтому, если необходимо исключить воду из продуктов реакции и тем самым повысить выход конечного цианата, то расчёт пропорции следует проводить по следующему уравнению:
На этом и основан один из методов синтеза цианата натрия.
Возможен другой механизм синтеза, но приводящий к тому же конечному уравнению: пиролиз мочевины с образованием циануровой кислоты и аммиака, инверсия циануровой кислоты в её изомер — тример циановой кислоты с последующей деполимеризацией, и затем взаимодействие циановой кислоты с карбонатом натрия.

## Физические свойства
Цианат натрия умеренно растворим в воде (10,4 % по массе при 25 °C), плохо растворим в этаноле (0,5 % при 78,4 °C), бензоле и жидком аммиаке, не растворим в диэтиловом эфире.

## Химические свойства
В присутствии железа или никеля при 500—600 °C частично разлагается до цианида натрия, карбоната натрия, монооксида углерода и молекулярного азота:
{\displaystyle {\mathsf {4NaNCO\rightarrow 2NaCN+Na_{2}CO_{3}+CO+N_{2}}}}.
Как и все цианаты щелочных металлов (и аммония), цианат натрия во влажном воздухе и в водных растворах постепенно гидролизуется до карбоната натрия, диоксида углерода и аммиака:
{\displaystyle {\mathsf {2NaNCO+3H_{2}O\rightarrow Na_{2}CO_{3}+CO_{2}+2NH_{3}}}}.
При действии на цианат натрия растворов сильных кислот, он разлагается, например:
{\displaystyle {\mathsf {NaNCO+2HCl+H_{2}O\rightarrow NaCl+NH_{4}Cl+CO_{2}}}}.
Восстанавливается монооксидом углерода до цианида натрия:
{\displaystyle {\mathsf {NaNCO+CO\rightarrow NaCN+CO_{2}}}},
и углеродом:
{\displaystyle {\mathsf {3NaNCO+2C\rightarrow 3NaCN+CO+CO_{2}}}}.
С минеральными кислотами образует циановую кислоту HNCO и её тример — циануровую кислоту (HNCO)3.

## Применение
В основном цианат натрия используется в органическом синтезе. Из него синтезируют органические изоцианаты.

## Токсикология
Цианаты гораздо менее токсичны цианидов, что используется для дегазации последних. Так, например, для человека смертельная доза NaNCO составляет около 13 граммов.
В России класс опасности III, ПДК в воздухе рабочей зоны 1 мг/м³ (по цианат-анионам), ирритант (1998).